# Taucha

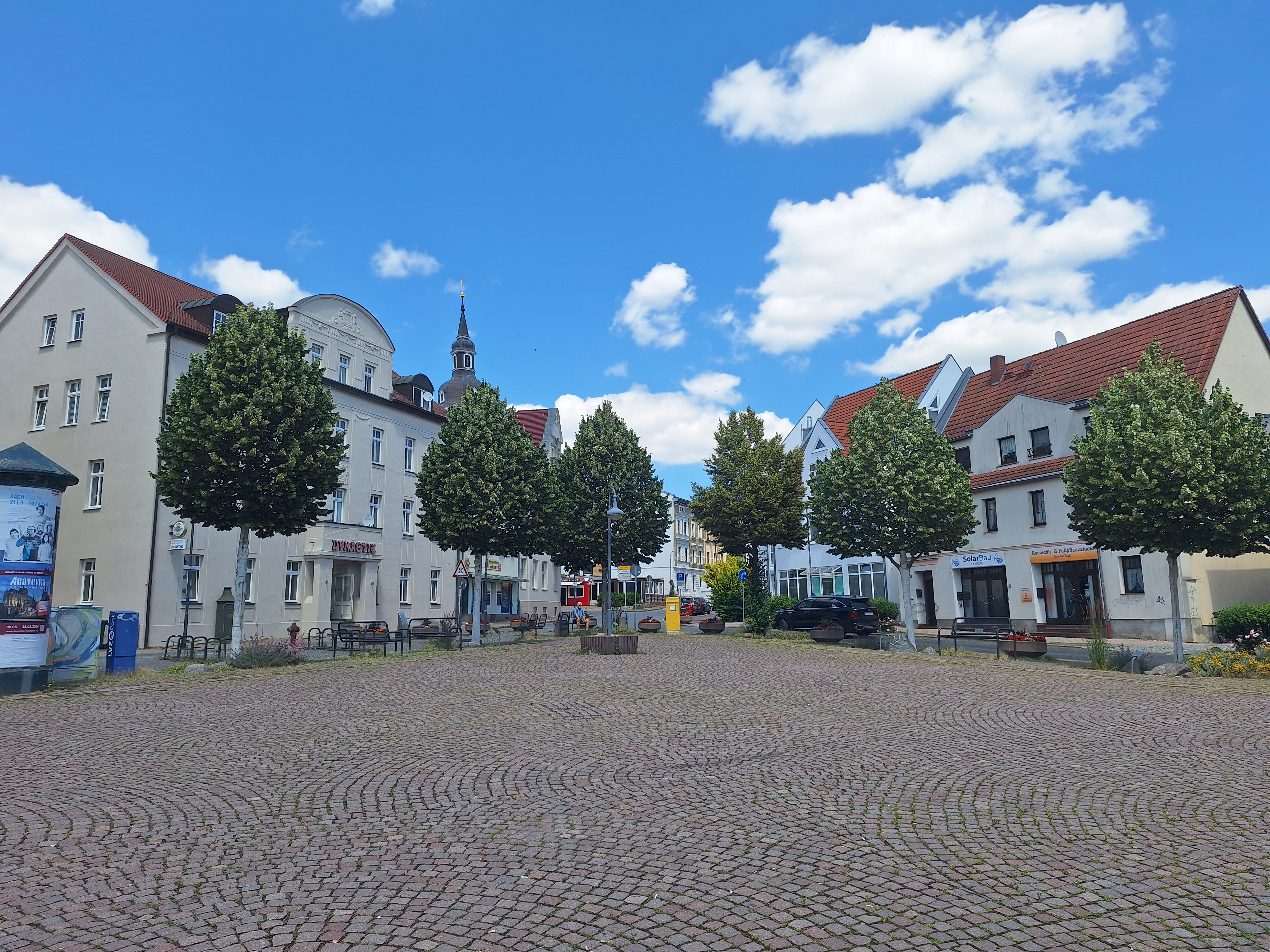
Marktplatz

Taucha ist eine Kleinstadt im Landkreis Nordsachsen nordöstlich von Leipzig, an dessen Stadtgebiet es direkt angrenzt.

## Geographie

### Lage
Taucha liegt in der Leipziger Tieflandsbucht. Durch die Stadt fließt die Parthe, deren Flussaue ein ausgedehntes Landschaftsschutzgebiet um die Stadt bildet. Außerhalb der Flussaue ist die Landschaft durch eiszeitliche Endmoränen geprägt (Saaleeiszeit). In der Umgebung befinden sich auch Reste von ehemaligen Vulkanen, die als Steinbrüche genutzt werden.

### Natur
Die Natur um die Stadt Taucha ist vom Auengebiet der Parthe, an deren Ufern die Stadt liegt, sowie von den Hügeln der Tauchaer Endmoränen-Landschaft in der Umgebung geprägt. Dabei sind besonders das Ratsholz im Nordwesten zwischen Graßdorf, Portitz und Plaußig und der Stadtpark mit Aussichtsturm im Südosten mit der Kulturlandschaft Parthenaue zu erwähnen. Damit schließt das Gebiet im Nordosten von Leipzig an die Kulturlandschaftsgestaltung des Grünen Rings Leipzig an (siehe auch Liste der Naturdenkmale in Taucha).

### Stadtgliederung
Taucha besteht aus der Stadt Taucha mit ihren Ortsteilen Cradefeld, Dewitz (mit Döbitz), Graßdorf, Merkwitz, Plösitz, Pönitz, Seegeritz und Sehlis.

## Geschichte
Der Ort wurde im Jahre 974 erstmals als urbs Cothung in der Chronik des Bischofs Thietmar von Merseburg erwähnt. 1170 erhielt der Marktflecken Tuch durch den Magdeburger Erzbischof Wichmann von Seeburg das Stadtrecht verliehen. Dadurch sollte eine Konkurrenz zum meißnischen Leipzig aufgebaut werden. Erzbischof Albrecht I. ließ als sichtbaren Ausdruck der städtischen Selbständigkeit 1220 Schloss und Stadtmauer errichten.
1282 belagerte Dietrich von Landsberg, Markgraf zu Meißen, die Stadt und ließ nach ihrer Einnahme das Schloss schleifen. Nachdem der Magdeburger Erzbischof Otto 1355 endgültig auf den Besitz der Stadt verzichtet hatte, gelangte Taucha dauerhaft in meißnische Lehnsherrschaft. Der Leipziger Rat kaufte 1569 Schloss und Rittergut Taucha.
Im Jahr 1621 befand sich in der Stadt eine Kippermünzstätte, in der unter den Münzmeistern Matthias von Neuß und David Wölke Interimsmünzen (Kippermünzen) geschlagen wurden. Das waren Kipper-Schreckenberger, Kreuzerstücke und Groschenstücke bis hin zum sogenannten Kippertaler zu 60 Groschen.
Mehrere große Pestepidemien suchten 1626–1680 den Ort heim; hinzu kamen mehrfache Zerstörungen während des Dreißigjährigen Krieges 1631–1644. In den Jahren 1819 und 1820 wurde die Stadtmauer abgebrochen. 1832 wurde Taucha wieder eine selbstständige Stadt. Taucha lag bis 1856 im kursächsischen bzw. königlich-sächsischen Kreisamt Leipzig. Ab 1856 war die Stadt Sitz des Gerichtsamts Taucha, ab 1879 des Amtsgerichtes Taucha. Ab 1875 gehörte Taucha zur Amtshauptmannschaft Leipzig.
Im Jahr 1935 begannen die Mitteldeutschen Motorenwerke, eine Tochtergesellschaft der Auto Union AG, mit dem Bau eines Flugzeugmotorenwerkes an der Graßdorfer Straße 75. Das Werk lag zur Tarnung in einem größeren Waldstück, zum Teil auf Fluren der Stadt Leipzig. Daher erfolgte am 1. April 1939 eine zwangsweise Umflurung nach Taucha. Bombenangriffe beschädigten das Werk 1944 schwer. 1946 bis 1947 wurden die Werksanlagen demontiert und die Gebäude gesprengt.
In den Jahren 1944/1945 befand sich in der heutigen Matthias-Erzberger-Straße ein Außenlager des KZ Buchenwald für 440 männliche Häftlinge, die bei der Hugo Schneider AG (HASAG) Zwangsarbeit verrichten mussten. Ein weiteres Außenlager der HASAG für 1.200 Frauen, das KZ-Außenlager Taucha, befand sich an der Matthias-Erzberger-Straße 7. Die zumeist jüdischen Frauen mussten ebenfalls in der Rüstungsproduktion arbeiten. Einen Todesmarsch bei Auflösung der Lager im Frühjahr 1945 überlebten nur wenige. Neben diesen Außenlagern existierten noch weitere zwölf Zwangsarbeitslager und Kriegsgefangenenlager, deren Häftlinge für die Mitteldeutschen Motorenwerke GmbH („Mimo“) arbeiteten und vor dem Ortsteil Pönitz untergebracht waren.
Taucha lag seit der Kreisreform in der DDR im Jahr 1952 im Kreis Leipzig-Land des Bezirks Leipzig, dann 1990–1994 im Landkreis Leipzig, 1994–1994 im Landkreis Leipziger Land. 1999 wurde die Stadt vom Landkreis Leipziger Land in den Landkreis Delitzsch umgegliedert. Im Zuge der Kreisreform in Sachsen wurde Taucha 2008 Teil des Landkreises Nordsachsen.
Eingemeindungen
| ehemalige Gemeinde | Datum        | Eingemeindung |
| ------------------ | ------------ | ------------- |
| Cradefeld          | 1. Apr. 1934 | nach Taucha   |
| Dewitz             | 1. Apr. 1937 | nach Taucha   |
| Döbitz             | 1. Jan. 1929 | nach Dewitz   |
| Graßdorf           | 1. Apr. 1934 | nach Taucha   |
| Merkwitz           | 1. Okt. 1992 | nach Taucha   |
| Plösitz            | 1. Apr. 1937 | nach Taucha   |
| Pönitz             | 1. Dez. 1991 | nach Taucha   |
| Seegeritz          | 1. Apr. 1973 | nach Merkwitz |
| Sehlis             | 1. Okt. 1973 | nach Taucha   |

## Bevölkerung
| Jahr | Einwohner |
| ---- | --------- |
| 2002 | 14.698    |
| 2005 | 14.578    |
| 2010 | 14.352    |
| 2015 | 15.128    |
| 2020 | 15.709    |

| Jahr | Einwohner |
| ---- | --------- |
| 2021 | 15.733    |
| 2022 | 15.918    |
| 2023 | 15.867    |
| 2024 | 15.866    |

Stand: 31. Dezember des jeweiligen Jahres (Angaben des Statistischen Landesamtes Sachsen), ab 2011 auf Basis des Zensus 2011, ab 2022 auf Basis des Zensus 2022

## Politik

### Stadtrat
Die Stadtratswahl am 9. Juni 2024 war die jüngste Wahl des Stadtrats von Taucha. Eine Übersicht über diese und vergangene Wahlen gibt die Tabelle:
| Partei/Liste                    | 2024   | 2024   | 2019   | 2019   | 2014   | 2014   |
| Partei/Liste                    | %      | Sitze  | %      | Sitze  | %      | Sitze  |
| ------------------------------- | ------ | ------ | ------ | ------ | ------ | ------ |
| AfD                             | 23,0   | 4 1    | 17,3   | 1 2    | –      | –      |
| CDU                             | 20,4   | 5      | 22,2   | 5      | 37,9   | 9      |
| Unabhängige Wähler Taucha (UWT) | 12,4   | 3      | 8,8    | 2      | –      | –      |
| SPD                             | 11,2   | 3      | 17,1   | 4      | 23,1   | 5      |
| Wir für Taucha (WfT)            | 11,2   | 2      | –      | –      | –      | –      |
| FDP                             | 9,5    | 2      | 11,2   | 2      | 8,4    | 2      |
| Bündnis 90/Die Grünen           | 6,6    | 1      | 13,0   | 3      | 7,9    | 2      |
| Die Linke                       | 5,7    | 1      | 10,4   | 2      | 19,0   | 4      |
| Sonstige                        | –      | –      | –      | –      | 3,7    | –      |
| Gesamt                          | 100    | 21     | 100    | 19     | 100    | 22     |
| Wahlbeteiligung                 | 70,0 % | 70,0 % | 62,0 % | 62,0 % | 43,6 % | 43,6 % |

### Bürgermeister
- 1990–2015: Holger Schirmbeck (SPD)[9]
- seit 2015: Tobias Meier (FDP)[10]

Meier wurde in der Bürgermeisterwahl am 12. Juni 2022 mit 74,6 % der gültigen Stimmen für weitere sieben Jahren in seinem Amt bestätigt.
| Wahl | Bürgermeister     | Vorschlag              | Stimmenanteil (in %) |
| ---- | ----------------- | ---------------------- | -------------------- |
| 2001 | Holger Schirmbeck | SPD                    | 64,7                 |
| 2008 | Holger Schirmbeck | SPD                    | 68,4                 |
| 2015 | Tobias Meier      | SPD, Linke, FDP, Grüne | 52,0                 |
| 2022 | Tobias Meier      | Einzelbewerber         | 74,6                 |

### Parteienlandschaft und Jugendparlament
In Taucha gibt es Ortsverbände der CDU, SPD, Linken, FDP sowie der Unabhängigen Wähler. Im Landkreis Nordsachsen bestehen einige Jugendverbände dieser Organisationen, so auch in Taucha. Die größten sind die Junge Union und die Jusos. Ebenso existiert das Jugendparlament Taucha.

### Städtepartnerschaften
- Chadrac, Département Haute-Loire in der Region Auvergne-Rhône-Alpes, Frankreich; seit Oktober 1992[13]
- Espaly-Saint-Marcel, Département Haute-Loire in der Region Auvergne-Rhône-Alpes, Frankreich

## Sehenswürdigkeiten und Kultur

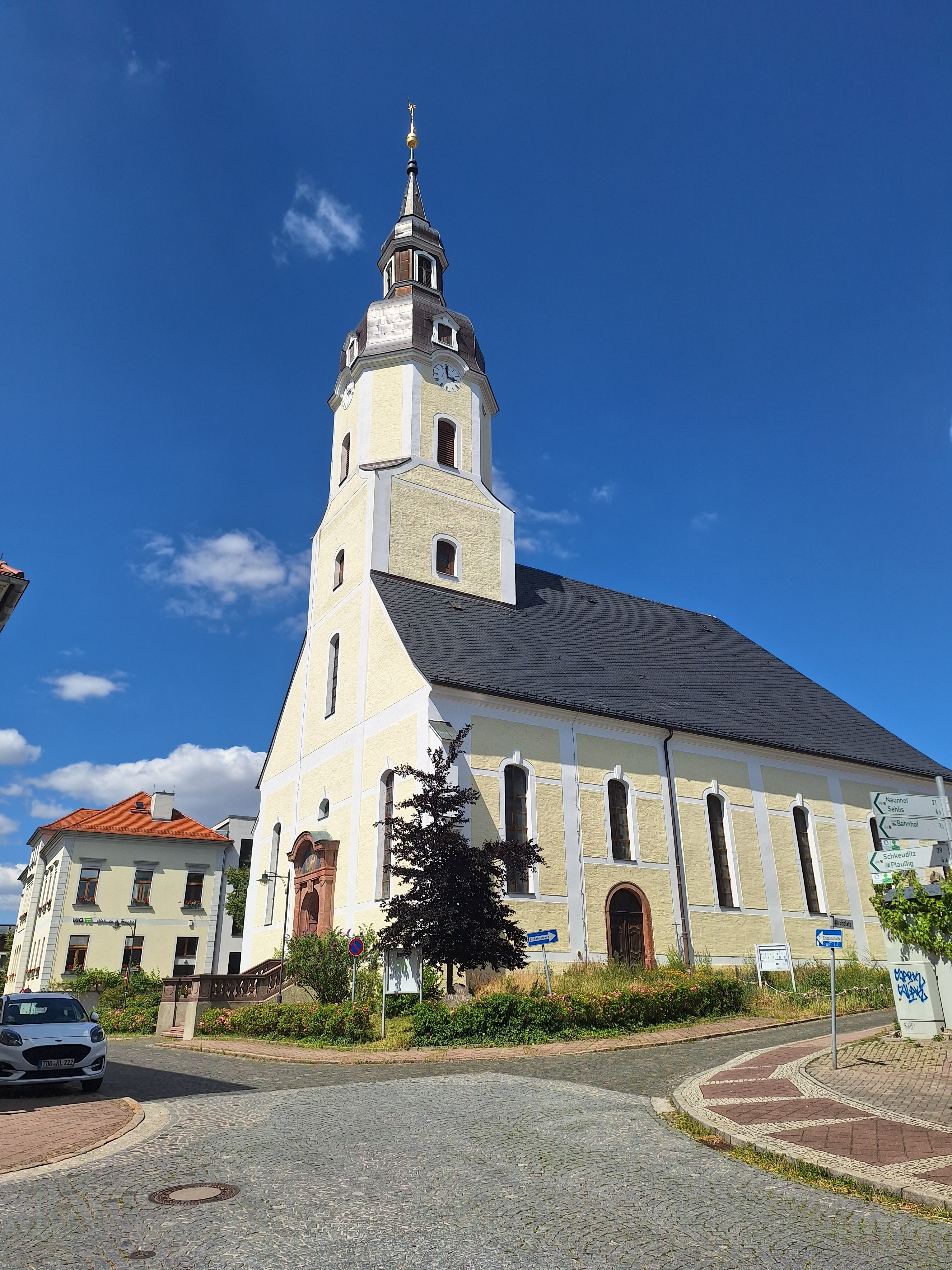
Stadtkirche St. Moritz

### Kirchen
In Taucha gibt es eine evangelisch-lutherische Kirche (St. Moritz), eine katholische Kirche (St. Anna), eine neuapostolische Kirche sowie eine freikirchliche Elim-Gemeinde.
In Tauchas Ortsteilen gibt es in Sehlis mit der Katharinenkirche Sehlis sowie in Dewitz mit der Martin-Luther-Kirche Dewitz ebenfalls evangelisch-lutherische Kirchen.

### Bauwerke
- Stadtkirche St. Moritz
- Aussichtsturm (erbaut 1913 im Stadtpark, ursprünglich König-Albert-Park, 22 m hoch)[14]
- Ehemaliges Brauhaus (Renaissance; Stadtbibliothek und Gaststätte)
- Geschwister-Scholl-Gymnasium Taucha
- Kaufhaus MeinFischer (Modehaus Fischer)
- Parthebrunnen
- Rathaus (ehemaliges Amtsgericht, erbaut 1913)
- Rittergut Taucha („Schloss“, beherbergt seit 2023 das Städtische Museum)
- Seidemannhaus
- Reste der Stadtmauer

Aussichtsturm mit neuer Plattform
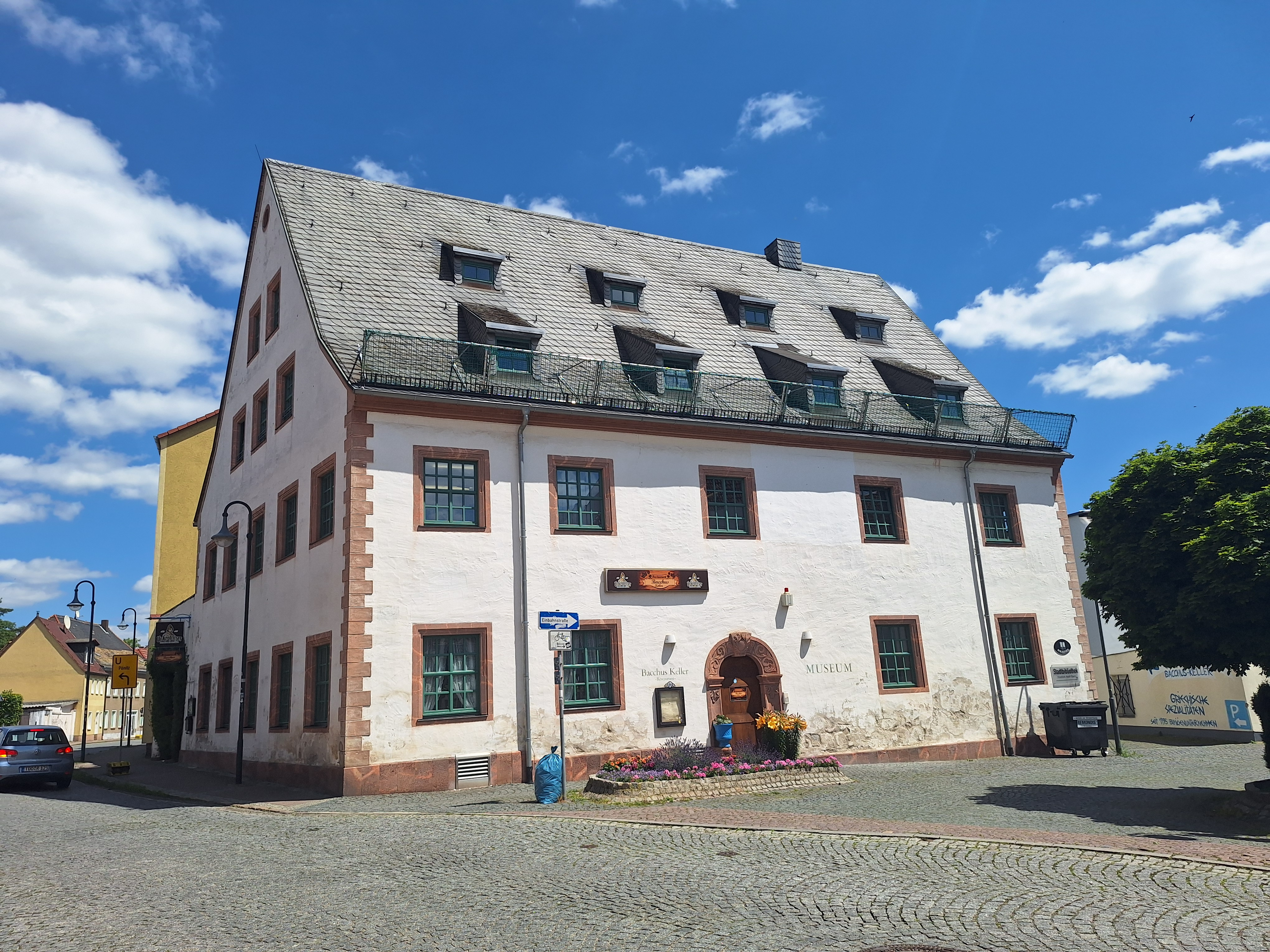
Ehemaliges Brauhaus
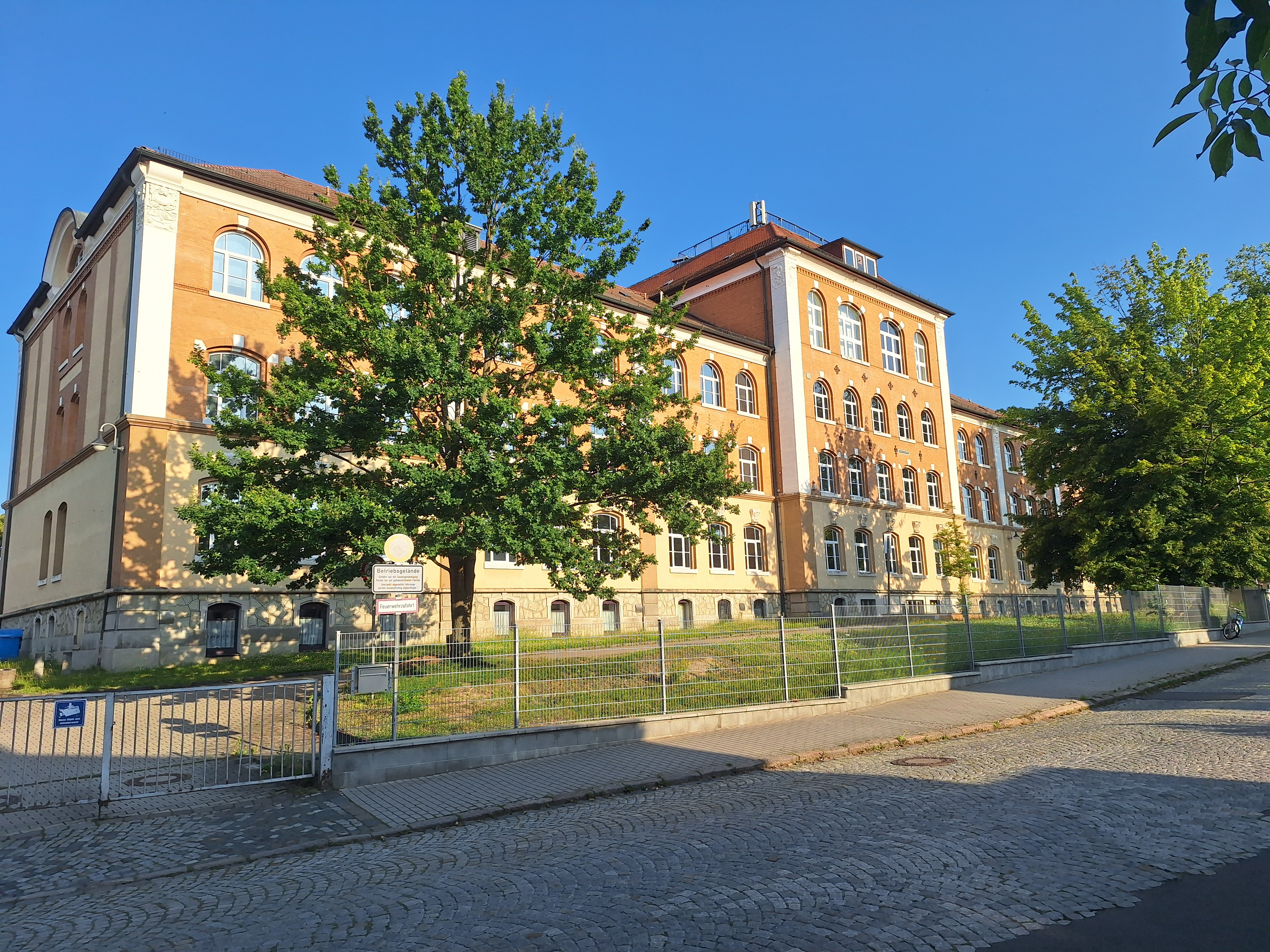
Geschwister-Scholl-Gymnasium
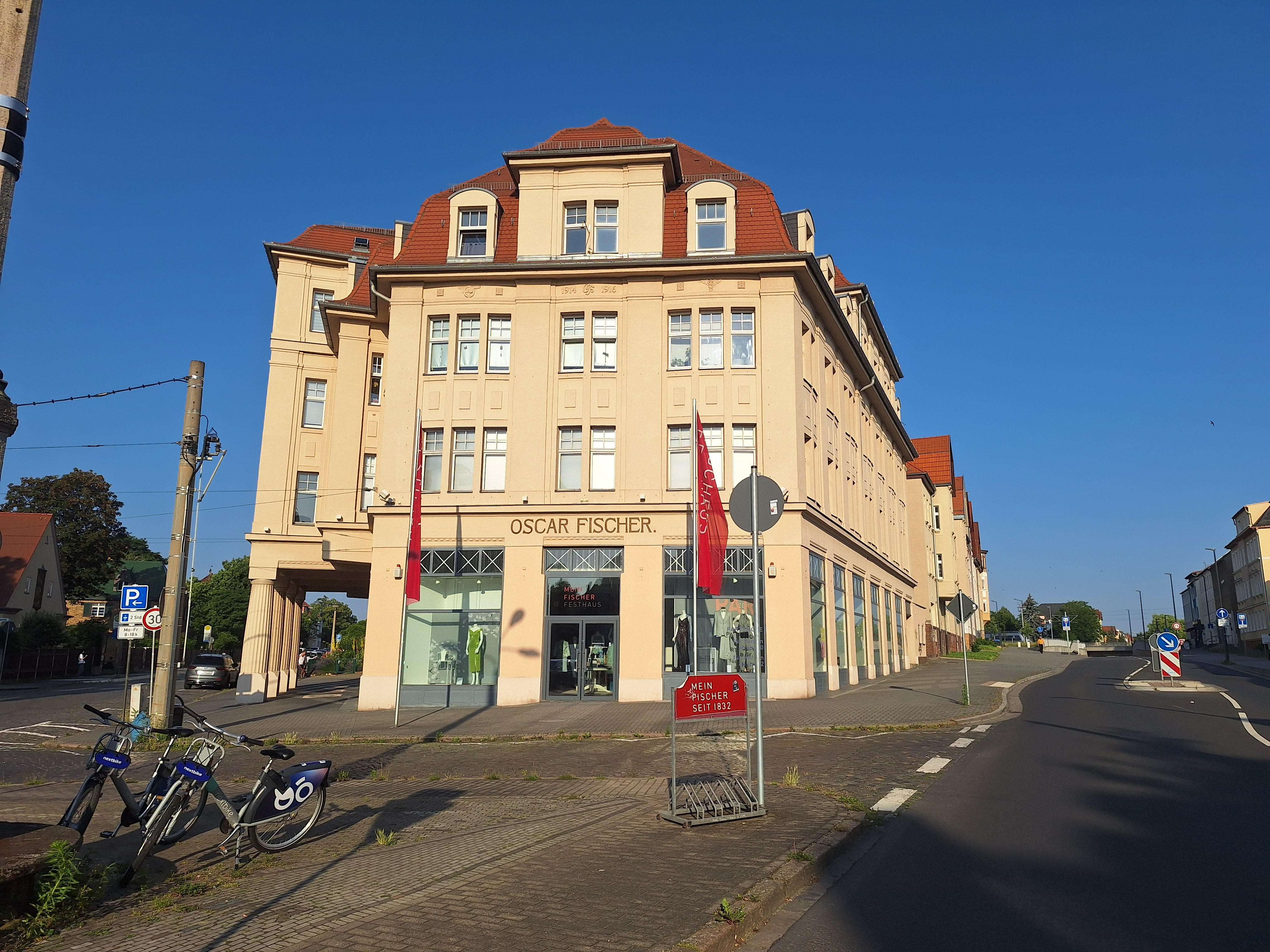
Kaufhaus Mein Fischer
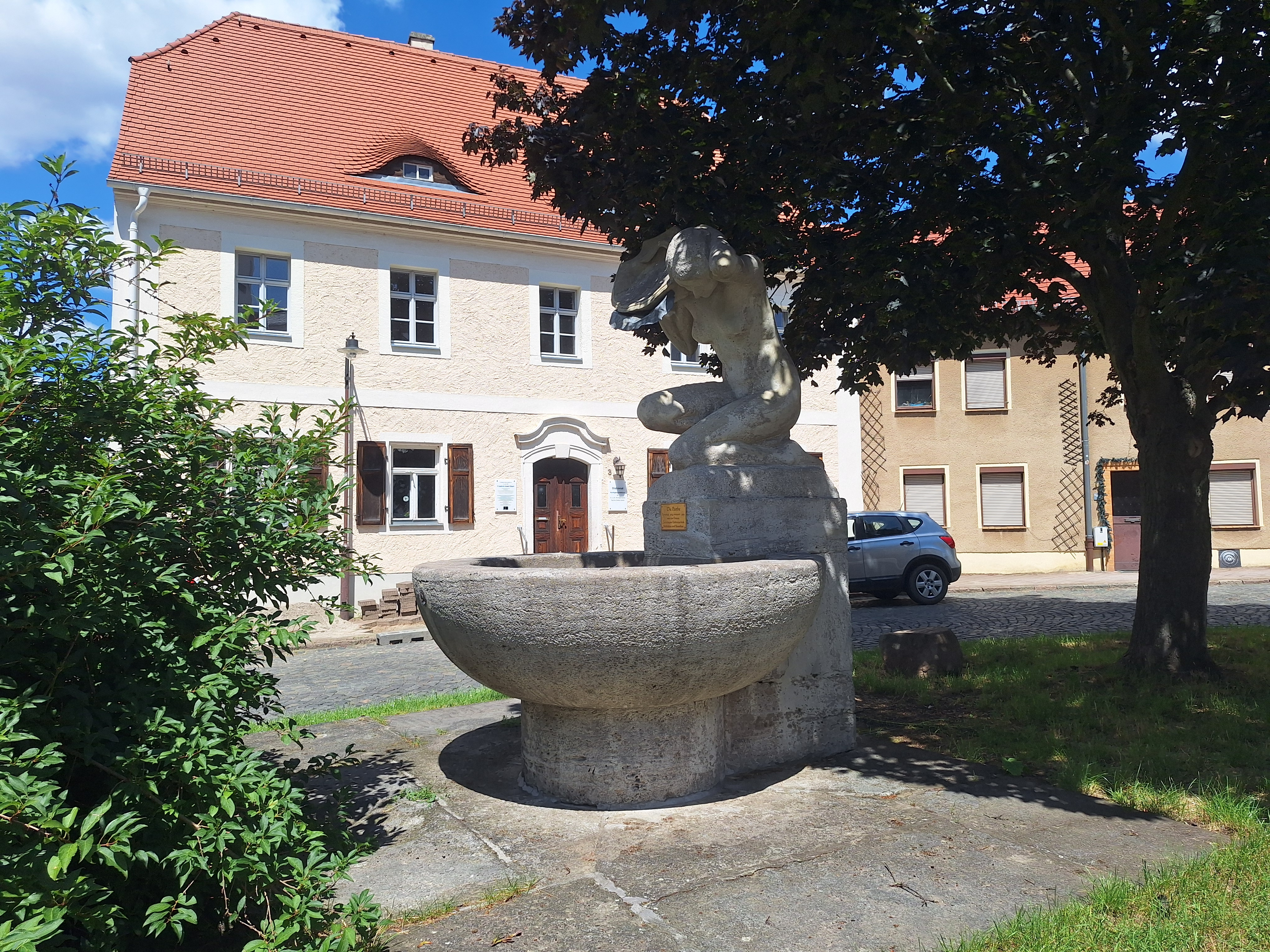
Parthebrunnen
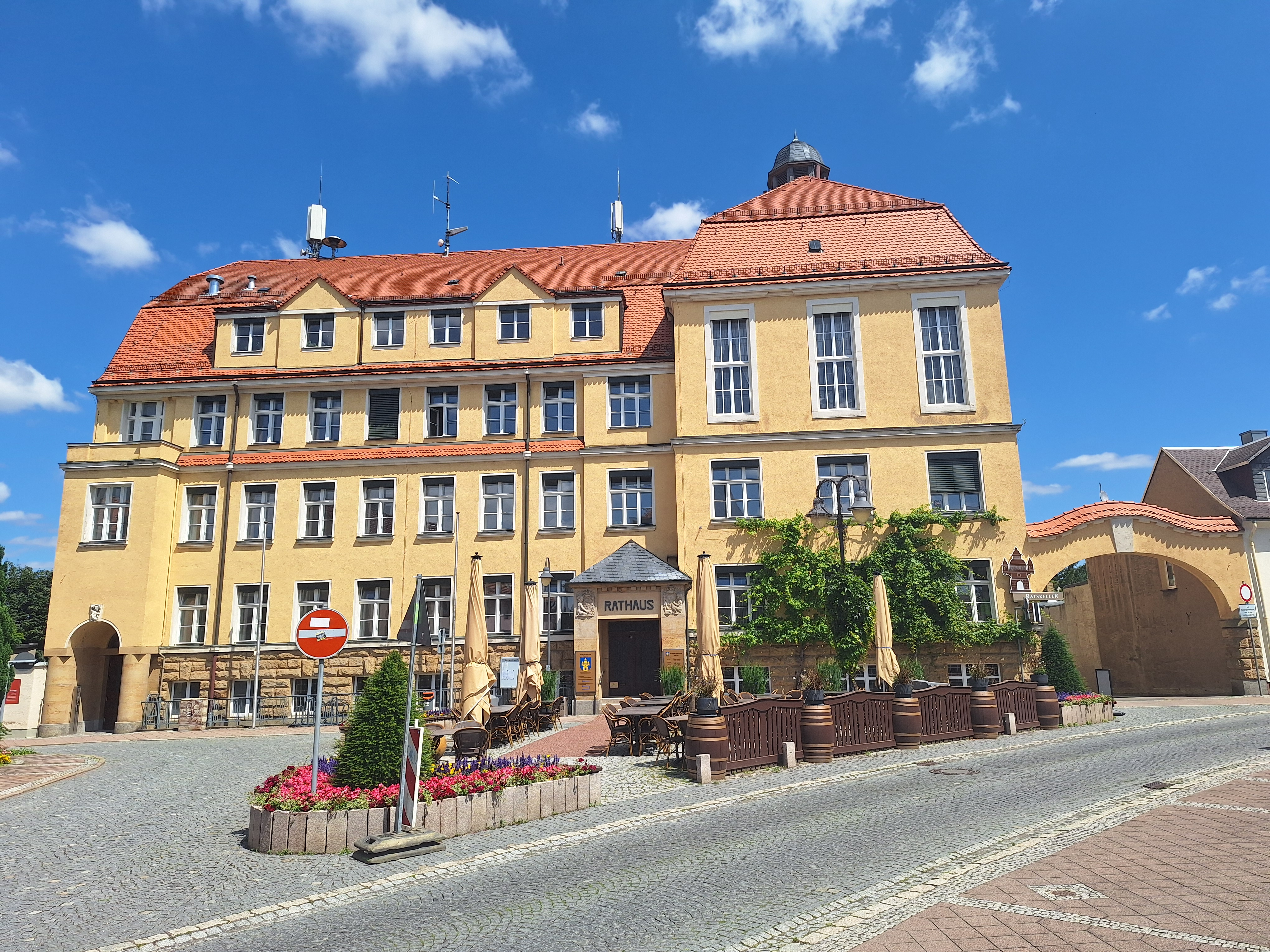
Rathaus
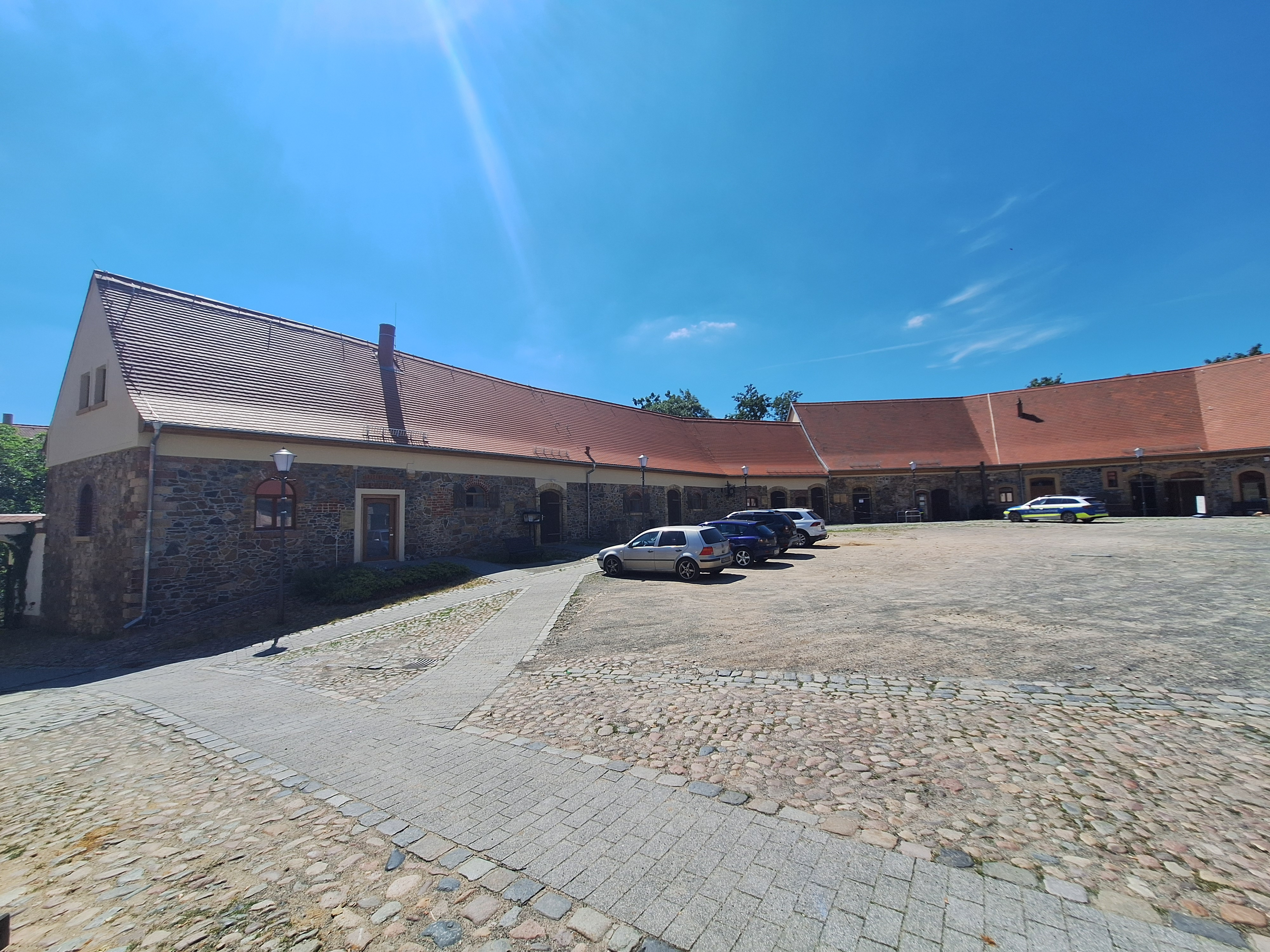
Rittergut
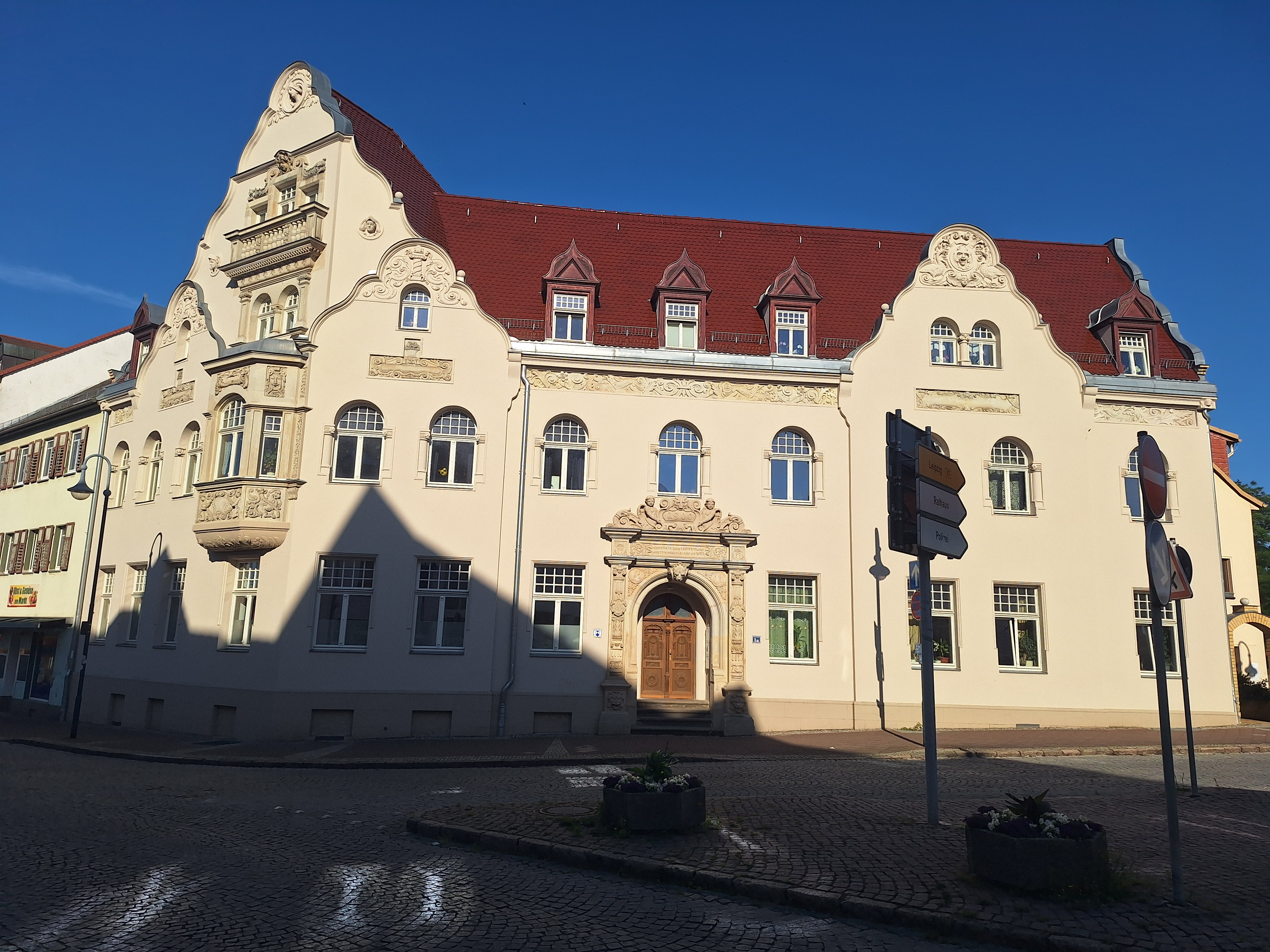
Seidemannhaus

### Gedenkstätten und Denkmale
Ein FIR-Ehrenmal aus dem Jahre 1963 am Kleinen Schöppenteich erinnert auf zwei Gedenktafeln an 20 sowjetische und polnische Kinder von Zwangsarbeiterinnen sowie an 68 Opfer von Zwangsarbeit aus neun Nationen.

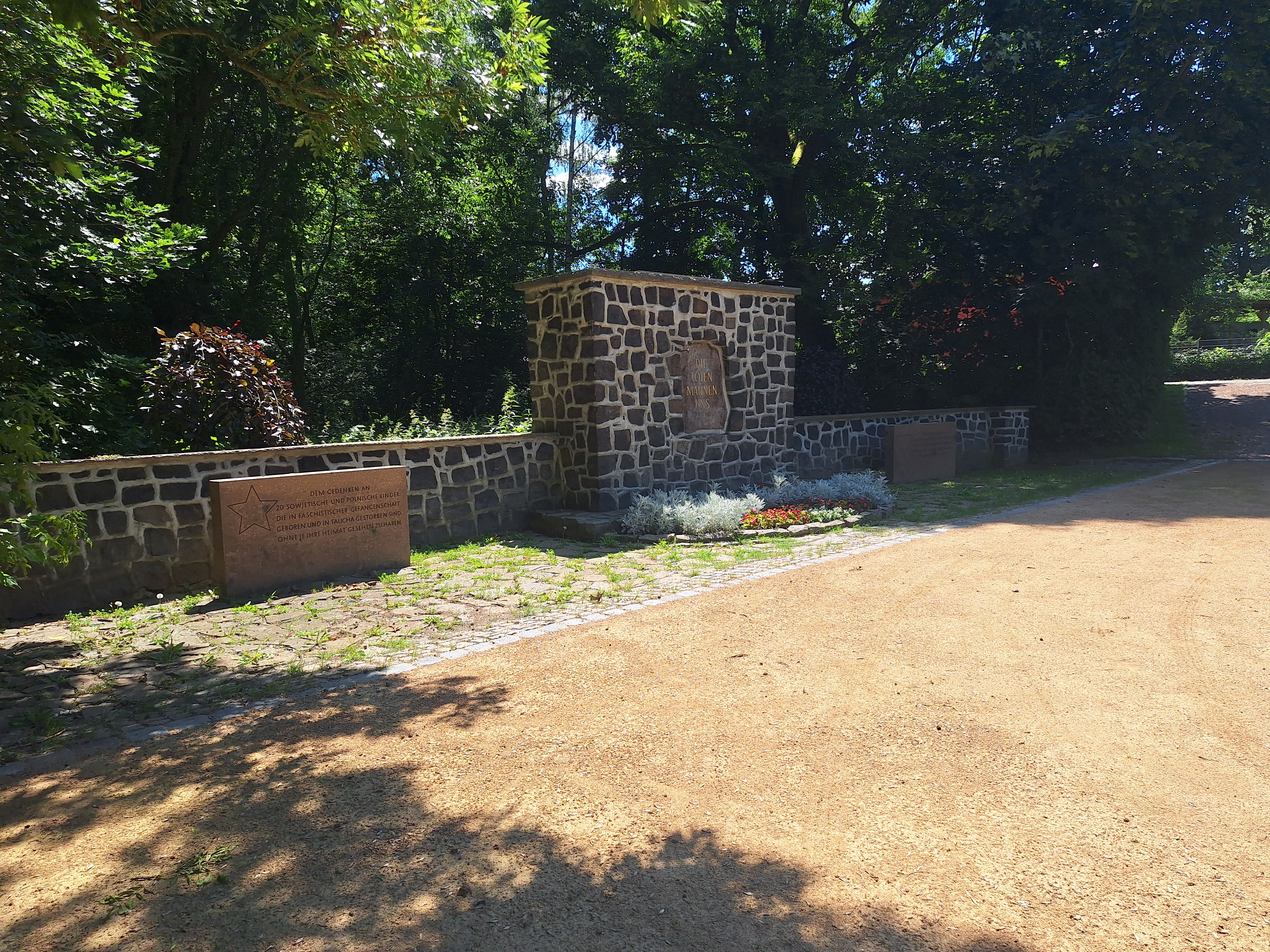
FIR-Ehrenmal am kleinen Schöppenteich

Im Jahr 1911 errichtete der Turnverein Taucha im damaligen König-Albert-Park (heute Stadtpark) ein Denkmal zu Ehren des Turnvaters Jahn.

### Parkanlagen
- Stadtpark Taucha (ehem. König-Albert-Park)

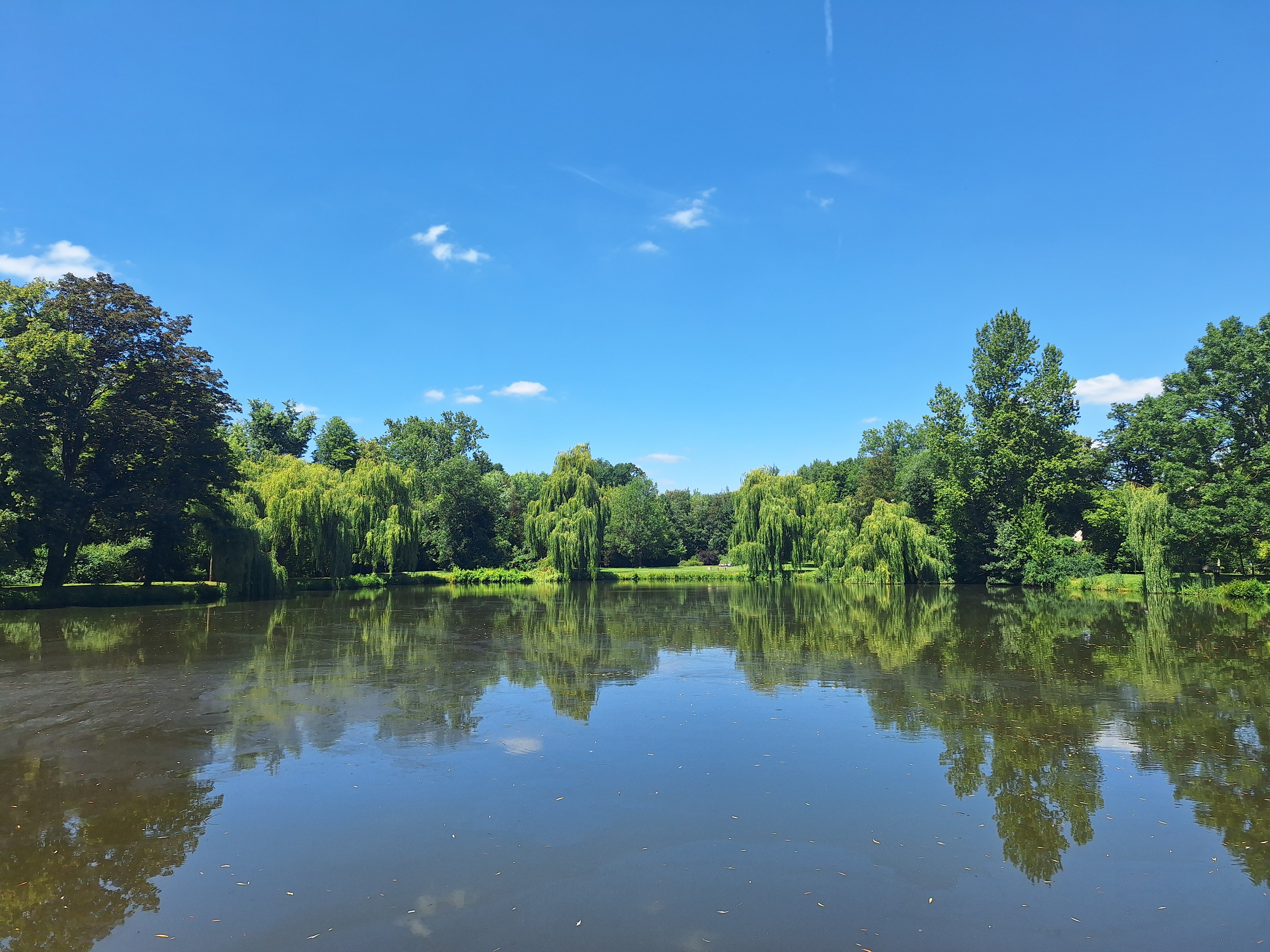
Taucha - Großer Schöppenteich

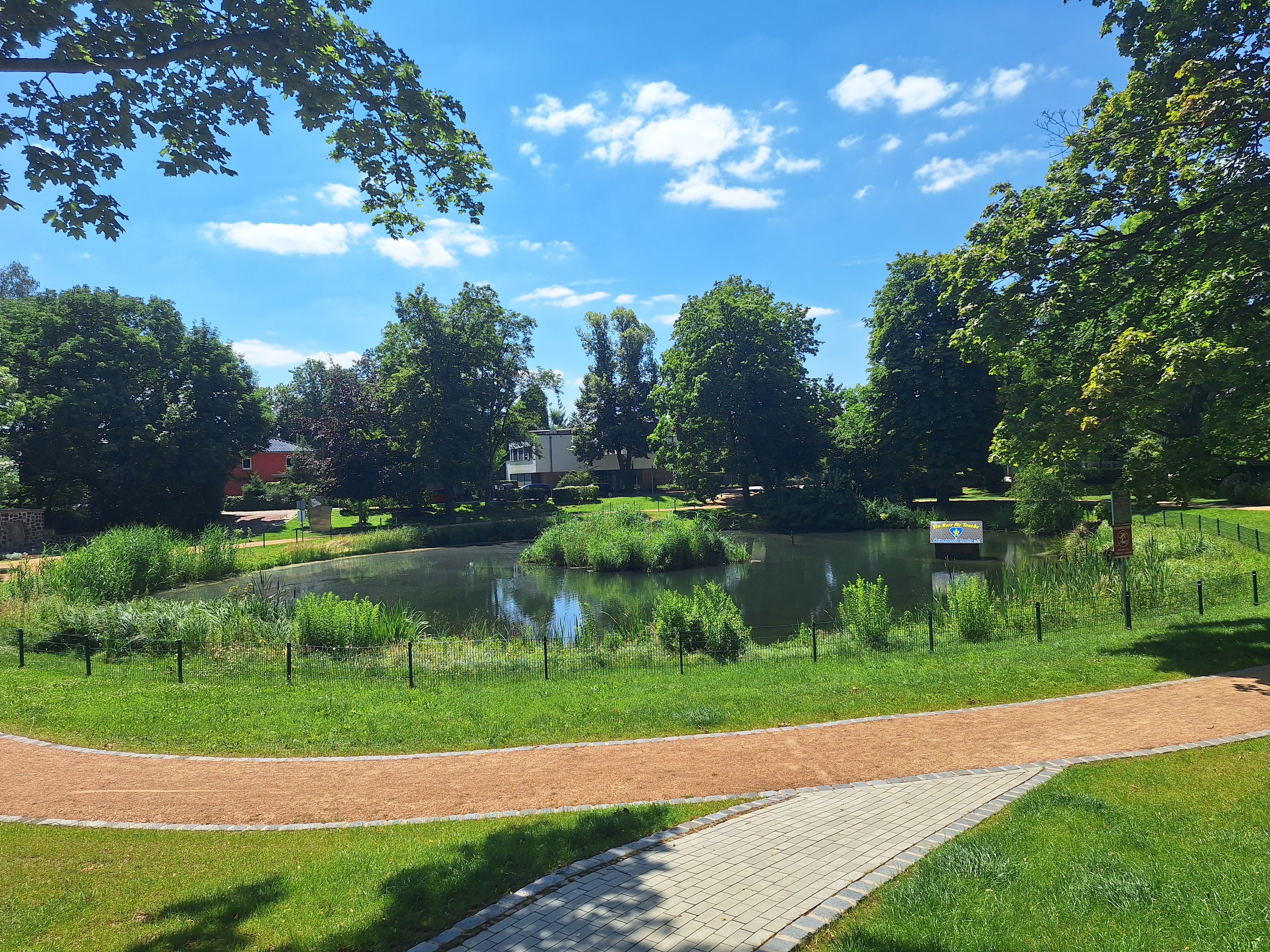
Taucha - Kleiner Schöppenteich

- Großer Schöppenteich

- Kleiner Schöppenteich

### Museen
- Städtisches Museum[16]
- Rittergutsmuseum im Rittergutsschloss Taucha

### Regelmäßige Veranstaltungen
- „Leipzig liest in Taucha“
- Tauchaer Literaturwettbewerb
- Kartoffelfest[17]
- Tauchscher
- Ancient Trance Festival – Maultrommel- und Weltmusikfestival

## Wirtschaft und Infrastruktur

### Wirtschaft
- In Taucha befindet sich eine der 16 Niederlassungen des Pharmagroßhändlers NOWEDA.
- Die Firma Bieri-Zeltaplan GmbH nähte einen Großteil der Stoffplanen für die Verhüllung des Reichstages 1995 der Künstler Christo und Jeanne-Claude in Taucha. Im Jahre 2005 realisierte das Künstlerpaar sein Projekt The Gates auf den Wegen des Central Park in New York City. Dafür nähte erneut die Tauchaer Firma einen Großteil der Stoffbahnen.

### Verkehr

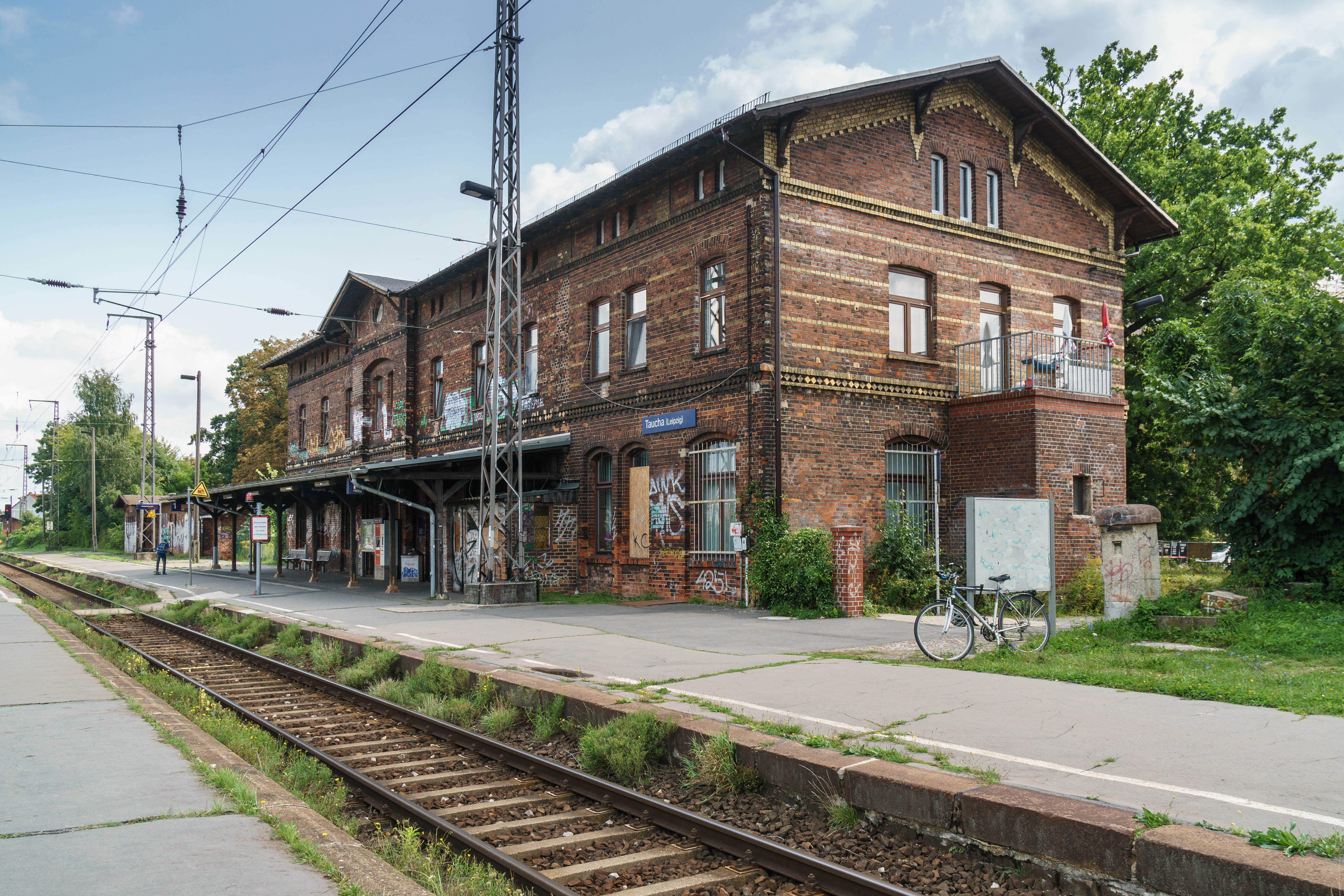
Bahnhof Taucha

Taucha hat durch die Nähe zu Leipzig eine gute Verkehrsanbindung. Im Südwesten führt die A 14 mit der Anschlussstelle Leipzig-Nordost an Taucha vorbei. Durch die Stadt führt die Bundesstraße 87 (Leipzig–Frankfurt (Oder)), deren bestandsnaher Ausbau derzeit geplant wird.
Der Bahnhof Taucha liegt an der Bahnstrecke Leipzig–Eilenburg. Auf der stadtzugewandten Seite hat die Stadt Taucha einen Busbahnhof gebaut. Im Herbst 2017 begann die Umgestaltung des Bahnhofs mit dem Neubau der Bahnsteige und eines Fußgängertunnels zur Schillerstraße sowie dem Ersatz des Bahnübergangs Portitzer Straße durch eine Straßenunterführung. Die Baumaßnahmen wurden im November 2019 abgeschlossen. Der Bahnhof Taucha ist an die Linie S4 der S-Bahn Mitteldeutschland angebunden, die von Falkenberg (Elster) über Leipzig bis Markkleeberg-Gaschwitz verkehrt. Die kombinierte Linie RE10/11 verkehrt zweistündlich in Richtung Leipzig sowie Richtung Frankfurt (Oder) und Hoyerswerda mit Zugteilung in Falkenberg.
Die Stadt Taucha ist mit der Straßenbahnlinie 3 (Taucha–Leipzig Hauptbahnhof–Knautkleeberg, 20-Minuten-Takt) der Leipziger Verkehrsbetriebe und mit Buslinien an das Nahverkehrsnetz angeschlossen. Taucha liegt im Mitteldeutschen Verkehrsverbund.
Am Stadtrand gibt es einen kleinen Flugplatz, der von Kleinflugzeugen und Segelfliegern benutzt wird. Der Flughafen Leipzig/Halle ist circa 20 km entfernt.

### Sport
Die wichtigsten Sportstätten sind das Sport- und Freizeitzentrum mit Leichtathletik- und Fußballstadion sowie mehrere Turnhallen.

## Persönlichkeiten

### Ehrenbürger
2016: Holger Schirmbeck (* 1956), Bürgermeister der Stadt 1990–2015

### Söhne und Töchter der Stadt
- Gregor Francke (1585–1651), Theologe
- Martin Bucher (1614–1690), evangelischer Pfarrer
- George Werner (1682–1758), geboren in Graßdorf, Architekt und Baumeister
- Christian Schmidt (1685–vor 1757), Orgelbauer
- Karl Rudolph Gräfe (1730–1805), Jurist, Leiter des Geheimen Archivs in Dresden
- Johann Gottfried Richter (1763–1829), Journalist und Übersetzer
- Christian Weiss (1774–1853), Philosoph und Pädagoge
- Friedrich Adolf Ebert (1791–1834), Bibliothekar und Bibliograph
- Emil Deckert (1848–1916), Wirtschaftsgeograph
- Gerd Kochendoerfer (1900–1948), Politiker (CDU)
- Alfred Lemmnitz (1905–1994), Wirtschaftswissenschaftler und Politiker (SED)
- Rudolf Oelzner (1906–1985), Bildhauer
- Herbert Thiele (1910–1992), Kommunist, ehemaliger politischer Häftling im KZ Buchenwald
- Harry Merkel (1918–1995), Rennfahrer und Konstrukteur
- Horst Bittner (1927–2013), DDR-Diplomat
- Günther Bobach (1930–2012), DDR-Journalist
- Dieter Jungmichel (1931–2021), Orthopäde, Chefarzt des Waldkrankenhauses in Bad Düben
- Hermann Kuhn (* 1945), Politiker (Bündnis 90/Die Grünen)
- Gerhard Jentzsch (* 1946), Geophysiker
- Heinz Zwanziger (* 1947), Chemiker
- Andreas Brandolini (* 1951), Architekt und Designer
- Gert Hof (1951–2012), Lichtkünstler und Regisseur
- Peter Enders (1963–2025), Großmeister im Schach

### Mit Taucha verbundene Persönlichkeiten
- Johann Friedrich Köhler (1756–1820), Pfarrer in Taucha
- Fred Delmare (1922–2009), Schauspieler, lebte Jahrzehnte in Taucha[21][22]
- Kessler-Zwillinge (* 1936), verbrachten ihre Kindheit in Taucha[23]
- Sara Kulka (* 1990), Model und Reality-TV-Darstellerin, lebte in Taucha